# خدار
خُدار (به اسپانیایی: Jódar) یکی از دهستان‌های استان خائن در کشور اسپانیا است. این شهر با مساحت ۱۴۸ کیلومتر مربع، ۱۲۱۱۷ تن جمعیت دارد.